# ATP-Weltmeisterschaft 1999
Die ATP-Weltmeisterschaft 1999 war ein Turnier im Herrenprofitennis, das in der Halle auf Teppichbelag ausgetragen wurde. Es war die 30. Auflage des Wettbewerbs im Einzel und die 26. im Doppel, beide waren Teil der ATP Tour 1999 und schlossen diese ab. Der Einzelbewerb wurde vom 23. bis 28. November im EXPO 1999 Tennis Dome auf dem Messegelände in Hannover ausgetragen, der Doppelbewerb, offiziell Phoenix ATP Tour World Doubles Championship genannt, fand eine Woche früher vom 17. bis 21. November im Hartford Civic Center in Hartford, Connecticut, in den Vereinigten Staaten statt und wurde in der Halle auf Teppichbelag ausgetragen. Es war die letzte Austragung der Veranstaltung unter diesem Namen, im darauffolgenden Jahr wurde die ATP-WM – gemeinsam mit dem konkurrierenden Grand Slam Cup – vom Tennis Masters Cup abgelöst.
Titelverteidiger im Einzel war Àlex Corretja, der sich diesmal aber nicht qualifizieren konnte. Im Finale setzte sich Pete Sampras gegen Andre Agassi durch und gewann damit zum fünften und letzten Mal die ATP-Weltmeisterschaft – damit war er neben Ivan Lendl Rekordtitelträger; erst im Jahr 2011 konnte Roger Federer diesen Rekord brechen, als er zum sechsten Mal die Jahresabschlussveranstaltung gewann. Im Doppel waren Jacco Eltingh und Paul Haarhuis Titelverteidiger, aber nur Haarhuis trat 1999 mit einem anderen Partner an. Sieger wurden Sébastien Lareau und Alex O’Brien, die mit einem Finalsieg über Mahesh Bhupathi und Leander Paes zum ersten und einzigen Mal ATP-Weltmeister wurden.
Im Gegensatz zu allen anderen Turnieren auf der ATP Tour wurden die Abschlussturniere nicht durchgehend im K.-o.-System durchgeführt. Stattdessen trafen die acht Teilnehmer bzw. Paarungen im Doppel, in zwei Gruppen unterteilt, zunächst im Round-Robin-Modus aufeinander, bei dem die zwei besten Spieler beider Gruppen ins Halbfinale vorstießen. Erst ab diesem wurde das Turnier mit Ausscheidungsrunden gespielt. Ebenso gegensätzlich zu den anderen ATP-Turnieren wurde das Preisgeld ausgezahlt. Das Preisgeld betrug 4,5 Millionen US-Dollar, wovon 900.000 Dollar für das Doppel vorgesehen waren.

## Einzel

### Qualifizierte Spieler
| Nr. | Spieler            | Erreichte Runde |
| --- | ------------------ | --------------- |
| 01. | Andre Agassi       | Finale          |
| 02. | Jewgeni Kafelnikow | Halbfinale      |
| 03. | Gustavo Kuerten    | Gruppenphase    |
| 04. | Thomas Enqvist     | Gruppenphase    |

| Nr. | Spieler          | Erreichte Runde |
| --- | ---------------- | --------------- |
| 05. | Pete Sampras     | Sieg            |
| 06. | Nicolas Kiefer   | Halbfinale      |
| 07. | Todd Martin      | Gruppenphase    |
| 08. | Nicolás Lapentti | Gruppenphase    |

### Weiße Gruppe

#### Ergebnisse
| Spieler         | Spieler          | Ergebnis   |
| --------------- | ---------------- | ---------- |
| Andre Agassi    | Gustavo Kuerten  | 6:4, 7:5   |
| Pete Sampras    | Nicolás Lapentti | 7:62, 7:65 |
| Andre Agassi    | Nicolás Lapentti | 6:1, 6:2   |
| Pete Sampras    | Gustavo Kuerten  | 6:2, 6:3   |
| Andre Agassi    | Pete Sampras     | 6:2, 6:2   |
| Gustavo Kuerten | Nicolás Lapentti | 6:1, 6:2   |

#### Tabelle
| Pos. | Setzliste | Spieler          | Spiele | Sätze | Punkte |
| ---- | --------- | ---------------- | ------ | ----- | ------ |
| 1    | 1         | Andre Agassi     | 37:16  | 6:0   | 3:0    |
| 2    | 5         | Pete Sampras     | 30:29  | 4:2   | 2:1    |
| 3    | 3         | Gustavo Kuerten  | 26:28  | 2:4   | 1:2    |
| 4    | 8         | Nicolás Lapentti | 18:38  | 0:6   | 0:3    |

### Rote Gruppe

#### Ergebnisse
| Spieler            | Spieler            | Ergebnis      |
| ------------------ | ------------------ | ------------- |
| Jewgeni Kafelnikow | Todd Martin        | 6:4, 1:6, 6:1 |
| Thomas Enqvist     | Nicolas Kiefer     | 6:4, 7:5      |
| Jewgeni Kafelnikow | Thomas Enqvist     | 7:5, 3:6, 6:4 |
| Nicolas Kiefer     | Todd Martin        | 6:3, 6:2      |
| Nicolas Kiefer     | Jewgeni Kafelnikow | 6:1, 4:6, 6:2 |
| Todd Martin        | Thomas Enqvist     | 6:4, 6:1      |

#### Tabelle
| Pos. | Setzliste | Spieler            | Spiele | Sätze | Punkte |
| ---- | --------- | ------------------ | ------ | ----- | ------ |
| 1    | 6         | Nicolas Kiefer     | 37:27  | 4:3   | 2:1    |
| 2    | 2         | Jewgeni Kafelnikow | 38:42  | 5:4   | 2:1    |
| 3    | 7         | Todd Martin        | 28:30  | 3:4   | 1:2    |
| 4    | 4         | Thomas Enqvist     | 33:27  | 3:4   | 1:2    |

### Halbfinale, Finale
|  | Halbfinale | Halbfinale         | Halbfinale | Halbfinale | Halbfinale |  |  | Finale | Finale       | Finale | Finale | Finale |
|  |            |                    |            |            |            |  |  |        |              |        |        |        |
|  |            |                    |            |            |            |  |  |        |              |        |        |        |
|  | 1          | Andre Agassi       | 6          | 7          |            |  |  |        |              |        |        |        |
|  | 2          | Jewgeni Kafelnikow | 4          | 65         |            |  |  |        |              |        |        |        |
|  |            |                    |            |            |            |  |  | 1      | Andre Agassi | 1      | 5      | 4      |
|  |            |                    |            |            |            |  |  | 5      | Pete Sampras | 6      | 7      | 6      |
|  | 5          | Pete Sampras       | 6          | 6          |            |  |  |        |              |        |        |        |
|  | 6          | Nicolas Kiefer     | 3          | 3          |            |  |  |        |              |        |        |        |
|  |            |                    |            |            |            |  |  |        |              |        |        |        |

## Doppel

### Qualifizierte Spieler
| Nr. | Paarung                           | Erreichte Runde |
| --- | --------------------------------- | --------------- |
| 01. | Mahesh Bhupathi Leander Paes      | Finale          |
| 02. | Todd Woodbridge Mark Woodforde    | Halbfinale      |
| 03. | Ellis Ferreira Rick Leach         | Gruppenphase    |
| 04. | Sébastien Lareau Alex O’Brien     | Sieg            |
| 05. | David Adams John-Laffnie de Jager | Gruppenphase    |

| Nr. | Paarung                    | Erreichte Runde |
| --- | -------------------------- | --------------- |
| 06. | Wayne Black Sandon Stolle  | Halbfinale      |
| 07. | Paul Haarhuis Jared Palmer | Gruppenphase    |
| 08. | Piet Norval Kevin Ullyett  | Gruppenphase    |
| 09. | Jiří Novák(1) David Rikl   | Gruppenphase    |

(1) Ersatzteam für Adams/de Jager

### Goldene Gruppe

#### Ergebnisse
| Spieler                      | Spieler                      | Ergebnis       |
| ---------------------------- | ---------------------------- | -------------- |
| Mahesh Bhupathi Leander Paes | Ellis Ferreira Rick Leach    | 6:4, 6:4       |
| Wayne Black Sandon Stolle    | Piet Norval Kevin Ullyett    | 7:65, 6:1      |
| Mahesh Bhupathi Leander Paes | Piet Norval Kevin Ullyett    | 7:61, 6:3      |
| Ellis Ferreira Rick Leach    | Wayne Black Sandon Stolle    | 6:3, 6:2       |
| Wayne Black Sandon Stolle    | Mahesh Bhupathi Leander Paes | 6:75, 7:5, 6:2 |
| Piet Norval Kevin Ullyett    | Ellis Ferreira Rick Leach    | 6:3, 6:3       |

#### Tabelle
| Pos. | Setzliste | Spieler                      | Spiele | Sätze | Punkte |
| ---- | --------- | ---------------------------- | ------ | ----- | ------ |
| 1    | 6         | Wayne Black Sandon Stolle    | 37:33  | 4:3   | 2:1    |
| 2    | 1         | Mahesh Bhupathi Leander Paes | 39:36  | 5:2   | 2:1    |
| 3    | 8         | Piet Norval Kevin Ullyett    | 28:32  | 2:4   | 1:2    |
| 4    | 3         | Ellis Ferreira Rick Leach    | 26:29  | 2:4   | 1:2    |

### Grüne Gruppe

#### Ergebnisse
| Spieler                        | Spieler                           | Ergebnis  |
| ------------------------------ | --------------------------------- | --------- |
| Todd Woodbridge Mark Woodforde | Paul Haarhuis Jared Palmer        | 6:4, 6:2  |
| Sébastien Lareau Alex O’Brien  | David Adams John-Laffnie de Jager | 6:2, 7:65 |
| Todd Woodbridge Mark Woodforde | Sébastien Lareau Alex O’Brien     | 7:63, 6:4 |
| Paul Haarhuis Jared Palmer     | David Adams John-Laffnie de Jager | 6:4, 7:5  |
| Todd Woodbridge Mark Woodforde | Jiří Novák David Rikl(1)          | 6:2, 6:4  |
| Sébastien Lareau Alex O’Brien  | Paul Haarhuis Jared Palmer        | 7:61, 6:2 |

(1) ersetzten Adams/de Jager nach einer Erkrankung von de Jager.

#### Tabelle
| Pos. | Setzliste | Spieler                        | Spiele | Sätze | Punkte |
| ---- | --------- | ------------------------------ | ------ | ----- | ------ |
| 1    | 2         | Todd Woodbridge Mark Woodforde | 37:22  | 3:0   | 6:0    |
| 2    | 4         | Sébastien Lareau Alex O’Brien  | 36:29  | 4:2   | 2:1    |
| 3    | 7         | Paul Haarhuis Jared Palmer     | 27:34  | 2:4   | 1:2    |
| 4    | ES(1)     | Jiří Novák David Rikl(1)       | 23:38  | 0:6   | 0:3    |

(1) Ersatzspieler

### Halbfinale, Finale
|  | Halbfinale | Halbfinale                     | Halbfinale | Halbfinale | Halbfinale |  |  | Finale | Finale                        | Finale | Finale | Finale |
|  |            |                                |            |            |            |  |  |        |                               |        |        |        |
|  |            |                                |            |            |            |  |  |        |                               |        |        |        |
|  | 1          | Mahesh Bhupathi Leander Paes   | 5          | 6          | 7          |  |  |        |                               |        |        |        |
|  | 2          | Todd Woodbridge Mark Woodforde | 7          | 2          | 5          |  |  |        |                               |        |        |        |
|  |            |                                |            |            |            |  |  | 1      | Mahesh Bhupathi Leander Paes  | 3      | 2      | 2      |
|  |            |                                |            |            |            |  |  | 4      | Sébastien Lareau Alex O’Brien | 6      | 6      | 6      |
|  | 4          | Sébastien Lareau Alex O’Brien  | 6          | 7          |            |  |  |        |                               |        |        |        |
|  | 6          | Wayne Black Sandon Stolle      | 3          | 5          |            |  |  |        |                               |        |        |        |
|  |            |                                |            |            |            |  |  |        |                               |        |        |        |